# 美國第四大電視網
第四大电视网（英語：Fourth Television Network）在美国的电视术语中，特指与在1950年代到1990年代主导美国电视的三大电视网——ABC电视网、CBS电视网及NBC电视网相对的第四家地面电视联播网。
当美国电视业于1940年代处于起步阶段时，全美当时有四家全天播出的电视联播网，即：ABC电视网、CBS电视网、NBC电视网和杜蒙特电视网。但由于无法找到坚实的财务基础，杜蒙特电视网在1956年8月正式停止播出。虽然此后也有许多公司开始运营电视网，并希望与三大电视网竞争。但是在1950年代和1980年代之间，这些公司中没有一家成功运营或甚至说建立一个全国性电视联播网。在这些“第四大电视网”失败后的几十年里，许多电视从业人员都认为创建一个第四大电视网在美国是不可能的。电视评论家们也对这个话题感到厌倦，甚至有位评论人士说道：“业界都在谈论建立一个可能的全天候全功能的商业电视网，就像ABC电视网、CBS电视网和NBC电视网那样的，话题出现的频率都要媲美热门舞台剧《蓬岛仙舞》了。”
福斯广播公司于1986年10月，当时备受业界嘲讽。虽然饱受业界质疑并且早期电视网的联播内容并不稳定，但是福斯广播公司旗下的FOX电视网还是在1990年代初实现盈利，证明在美国建立第四大电视网是可行的。而到了2000年代初期，FOX电视网在整体收视人数和收视率超过了传统的三大电视网。

## 背景简介

杜蒙特电视网标志。

在1940年代，当全美各地的地方电视台可以利用AT&T公司的同轴电缆电话网连接到一起时，四大电视网也逐步建立起来。利用同轴电缆的连接技术，使得远距离传输电视节目成为可能，同时也使得广告商向全美投放电视广告也成为可能。于是各地的地方电视台开始逐步成为四大电视网中一个或几个的附属联播台，具体取决于在特定媒体市场内可以加盟的电视台站数量限定。美国当时的四大电视网指的是：哥伦比亚广播公司（CBS电视网）、全国广播公司（NBC电视网）、美国广播公司（ABC电视网）和杜蒙特电视网。自从1948年美国联邦通讯委员会宣布暂停新广播台站的修建审批后，这四大电视网成为全美仅有的全天候电视联播网。尽管包含派拉蒙影业（派拉蒙電視網）与共同广播公司在内的其他公司宣布组建联播网计划或已经开始有限规模的联播网运营，但它们都在几年后关停了各自的电视业务。
原本联邦通讯委员会的“新台站执照审批冻结”只计划持续六个月，但实际上却执行了4年。直至1952年，冻结计划才被取消，而此时全美只剩下四个全天候电视联播网。在美国境内的绝大部分媒体市场里，联邦通讯委员会只允许设立3家甚高频（VHF）广播发射台。按照联邦通讯委员会规定，同一媒体市场的第4家广播发射台必须是超高频（UHF）频段。由于此规定的开展，全美立刻出现了数百家超高频电视广播台站，但很快它们又宣布停业。因为直至1964年，作为《全频道接收器法案》的一部分，美国国内的电视机生产商才被强迫要求其出产的所有电视机必须可以接收到超高频信号。而之前由于大部分电视机不能接收到超高频电视广播台站的信号，因此广告商是不愿意在这些电视台投放广告的。在不能像甚高频电视台那样享受广告收入的前提下，超高频电视台只有如下选择：退还牌照给联邦通讯委员会；试图与甚高频电视台中的教育频道进行牌照交易；从附近的媒体市场购买甚高频电视台牌照；削减自身运营成本。
由于此时美国绝大部分的大城市都会被四大电视网覆盖，但是按照联邦通讯委员会的规定，那么只有三家电视网可以使用甚高频电视台，而剩下的那家电视网只能被迫使用超高频电视台。全国广播公司和哥伦比亚广播公司是当时较大的两家电视网，同时也是商业运营最为成功的两家电视网。它们将受欢迎的电台节目和明星引入到电视媒体，因此得到了更多甚高频电视台的加盟。在美国许多地方，美国广播公司和杜蒙特电视网要么选择不受欢迎的超高频电视台，要么被迫与另外两家广播公司结盟。因此，美国广播公司在1952年濒临破产；而杜蒙特电视网则从1953年开始就没有盈利。
1956年8月6日，杜蒙特电视网停止了常规的联播节目服务。在杜蒙特电视网歇业的这一年，美国广播公司的利润增加了40%。不过直到1970年代，美国广播公司才发展到与全国广播公司及哥伦比亚广播公司同属一个等级。同时随着杜蒙特电视网的关闭，失去节目来源的超高频电视台也被迫发展成为了独立电视台。在此后的几年里，美国境内也成立了数家电视公司，但是他们试图构建第四大电视网的计划无疑都失败了。

## 根本原因
美国电视业界一直有人呼吁建立第四个全国性电视联播网，因为这样可以解决观众对于联播节目多样性的抱怨。一个广播业主表示，“我们需要第四、第五和第六个联播网。” 尽管评论人士拒绝“就三大电视网的话题向公众发表废话一般的评论”，但他们也怀疑新的联播网是否能提供更好的电视节目。